# Quillón
Quillón este un oraș și comună din provincia Ñuble, regiunea Bío Bío, Chile, cu o populație de 16.233 locuitori (2012) și o suprafață de 423 km2.